# Poldertje R. Renken
Het Poldertje R. Renken is een voormalig waterschap in de provincie Groningen.
Het gebied werd niet bemalen. Waterstaatkundig gezien ligt het gebied sinds 2000 binnen dat van het waterschap Hunze en Aa's.

## 1946 - 1949
Tussen 1946 en 1949 heeft er (op dezelfde plek?) een onderbemaling bestaan dat ook het poldertje-Renken of de Onderbemaling-Renken c.s. werd genoemd.